# Grand frère (roman)
Pour les articles homonymes, voir Grand frère.
Grand frère est un roman de Mahir Guven paru le 5 décembre 2017 aux éditions Philippe Rey et lauréat du prix Goncourt du premier roman en 2018.

## Historique du roman
Le roman reçoit le 4 mai 2018 le prix Goncourt du premier roman 2018 au premier tour de scrutin par six voix contre quatre à Ariane de Myriam Leroy,,. Il est également récompensé la même année par le prix Première et le prix Régine-Deforges.

## Éditions
- Éditions Philippe Rey, 2017  (ISBN 978-2-84876-624-9)[4]